# 訓練船 (巡邏艇)
訓練船（日语：練習船），是日本海上保安廳的一種巡邏艇。通常由海上保安大學校與海上保安學校保有，用來教育目標成為海上保安官的學生，非常時期可搖身一變成為一般的巡邏艇使用。

## 船舶
- 2艘皆為3000噸型
  - 兒島號（日语：こじま (巡視船・3代)）（PL21）：海上保安大學校的訓練船。
  - 三浦號（日语：みうら (巡視船・3代)）（PL22）：海上保安學校的訓練船。

## 外部連結
- 海上保安大学校 歴代「こじま」物語 （页面存档备份，存于） （日語）